# Salix luctuosa
Espèce
Classification APG III (2009)
Salix luctuosa, le saule lamentable, est une espèce de plantes à fleurs de la famille des Salicaceae. C'est un saule originaire de l'est de l'Asie,,.

## Synonymie
- Salix luctuosa var. pubescens Z.Wang & P. Y. Fu
- Salix huiana var. tricholepis Goerz
- Salix huiana Goerz
Salix dyscrita C.K. Schneid.